# Fyodor Bogdanovsky
Fyodor Bogdanovsky, né le 16 avril 1930 et mort le 2 octobre 2014, est un haltérophile soviétique.

## Carrière
Fyodor Bogdanovsky participe aux Jeux olympiques de 1956 à Melbourne et remporte la médaille d'or dans la catégorie des 67,5 – 75 kg.